# Jennifer (film, 1953)
Pour plus de détails, voir Fiche technique et Distribution.
Jennifer est un film américain réalisé par Joel Newton, sorti en 1953.

## Fiche technique
- Titre : Jennifer
- Réalisation : Joel Newton
- Scénario : Virginia Myers
- Photographie : James Wong Howe
- Montage : Everett Douglas
- Musique : Ernest Gold
- Pays de production : États-Unis
- Format : Noir et blanc - 1,37:1
- Genre : thriller
- Durée : 73 minutes
- Date de sortie : 1953

## Distribution
- Ida Lupino : Agnes Langley
- Howard Duff : Jim Hollis
- Robert Nichols : Orin
- Mary Shipp : Lorna
- Ned Glass : l'épicier
- Kitty McHugh (en) : la propriétaire
- Russ Conway : le jardinier